# ان‌جی‌سی ۵۰۰۲
ان‌جی‌سی ۵۰۰۲ (انگلیسی: NGC 5002) نام یک کهکشان در صورت فلکی تازی‌ها است.